# 俏妞出招
《俏妞出招》（英語：High School Debut）2011年4月1日上映于日本的愛情片，由河原和音的日本漫畫作品《高校デビュー》改編。

## 劇情
國中時全心投入社團活動的熱血少女晴菜，升入高中後，決定好好作女孩，將精力放在戀愛上，但她卻怎麼也交不到男朋友。一次偶然的機會，晴菜結識了阿洋，她請求對方當自己的「戀愛軍師」，讓自己受男生歡迎。阿洋爽快地答應了晴菜，並提出一個條件——絕對不能喜歡上自己。
在阿洋的指導下，晴菜漸漸引起了一些男生的注意；可就在這時，晴菜發現自己好像喜歡上阿洋......。

## 演員
- 小宮山ヨウ：溝端淳平
- 長嶋晴菜：大野絲
- 田村史也：菅田將暉
- 小宫山麻美：逢澤莉娜
- 朝丘唯：古川雄輝
- 高橋真巳：宮澤佐江（AKB48）
- 松阪麗央奈：増田有華（AKB48）
- 竹本：池田依來沙
- 栗原まこと：岡本玲
- TSUKAXILE：塚地武雅
- 努庫公/班導：溫水洋一

## 音樂相關
- 主題曲

「フォーリン・ラブ」
作詞・作曲 - KEITA 編曲/  - 7!! & 鈴木俊介 / 歌 - 7!!

## 外部連結
- 官方网站（日語）
- 互联网电影数据库（IMDb）上《俏妞出招》的资料（英文）